# Growl (graffiato)

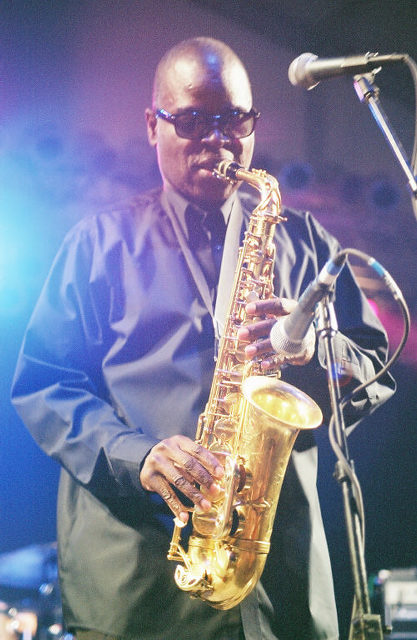
Maceo Parker nel 2002

Il growl (graffiato)  è una tecnica di emissione del suono che produce un timbro ruvido, graffiato, usato dai solisti di strumenti a fiato  allo scopo di rendere più incisivi e grintosi gli assoli.

## Storia
Diversi strumentisti in ambito jazz e rock hanno usato questa tecnica, come i sassofonisti Danny Flores (aka Chuck Rio) ricordato per il suo assolo nel brano Tequila dei The Champs;Sam Butera, noto per i suoi vulcanici assoli con Louis Prima; Louis Jordan, soprannominato il "Re dei Juke Box", più volte al primo posto della US R&B/Race Charts; Maceo Parker, bandleader e 1° sax solista con James Brown e Prince. Nel jazz il growl è stato usato soprattutto da trombonisti e trombettisti per ottentere dallo strumento un effetto aspro, prodotto dall'unione fra strumento e voce.
Anche Mina ha ospitato brani musicali con assoli di sax graffiati, entrambi contenuti nell'album Baby Gate: il primo con Hugo Heredia in Flamingo, il secondo con Giorgio Baiocco in I'm in the mood for love.
La storia del rock and roll racconta che molti sassofonisti, formatisi con l’ascolto di maestri del jazz come Ben Webster, Lester Young, Earl Bostic (tra i primi a introdurre questa tecnica, pur in una forma che si può definire morbida) con l’avvento del rock and roll ricorsero al growl, nella sua espressione più aggressiva. Tra questi Lee Allen, Plas Johnson, King Curtis, Rudy Pompilli, Sam Taylor etc.